# Praznorski
Praznorski (Praznowski) – polski herb szlachecki znany z jedynego wizerunku pieczętnego.

## Opis herbu
W polu czerwonym dwa księżyce barkami ku sobie, połączone drogą, na której zaćwieczona rogacina podwójnie przekrzyżowana.
Klejnot nieznany.
Labry czerwone, podbite srebrem.
Rekonstrukcja koloru pochodzi od Tadeusza Gajla. Wiktor Wittyg, a za nim Józef Szymański, podają herb bez barw.

## Najwcześniejsze wzmianki
Pieczęć Jana Praznorskiego (Szymański podaje nazwisko Praznowski, tu pisownia za Wittygiem i Gajlem) z 1569.

## Herbowni
Praznorski (Praznowski).